# Guînes (Adelsgeschlecht)

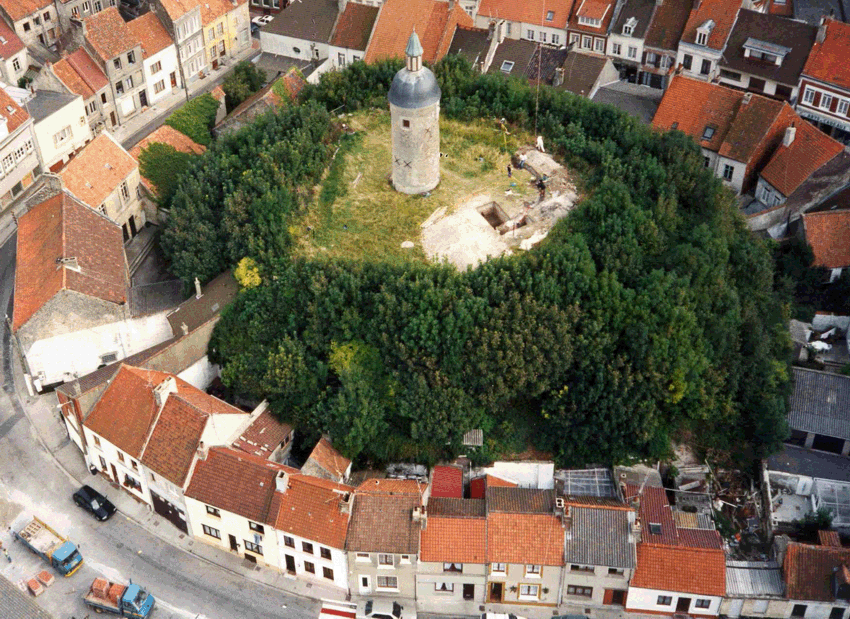
Motte des Château de Guînes

Guînes ist die Familie der ersten Grafen von Guînes vom 10. bis zum 12. Jahrhundert. Sie stammt von einem dänischen Adligen ab, der als Schwiegersohn des Grafen Arnulf I. von Flandern mit der Herrschaft über Guînes betraut wurde.
In der siebten Generation starb die Familie im Hauptstamm aus und vererbte die Grafschaft an das Haus Gent.

## Stammliste
1. Siegfried genannt der Däne, † wohl 965, 928 Graf von Guines als Vasall des Grafen von Flandern; ⚭ Elftrude, Tochter des Grafen Arnulf I. von Flandern (Haus Flandern) und Alix/Adele von Vermandois (Karolinger)
  1. Ardolf genannt Posthumus (* wohl um 966), Graf von Guînes; ⚭ Mathilde, Tochter von Ernicule Graf von Boulogne
    1. Raoul, Graf von Guînes; ⚭ Rosella de Saint-Pol, wohl Tochter von Graf Hugo 
      1. Eustache, Graf von Guînes; ⚭ Susanne de Grimmingen (Gramines), Tochter von Siger de Grimmingen, Camerarius von Flandern
        1. Baudouin (1084 bezeugt, † vor 1097), Graf von Guînes; ⚭ Adela (Christina) († 1085), wohl Tochter von Florens I., Graf von Holland (Gerulfinger), und Gertrud Billung (Billunger)
          1. Manassès/Robert († 1137 Ardres), Graf von Guînes; ⚭ vor 1106 Emma d‘Arques († nach 1137), Tochter von Guillaume, Vicomte d’Arques, Lord of Folkestone (Haus Giffard), und Beatrice Malet (Haus Malet), Witwe von Nigel de Monville, als Witwe Nonne in Saint-Léonard in Guînes
            1. Sibylle († nach 1120); ⚭ Henri, Châtelain de Bourbourg († nach 1162), Sohn von Themard, Châtelain de Bourbourg
              1. Béatrix de Bourbourg (* nach 1120 † 1146); ⚭ I (wohl 1139 und geschieden 1146) Aubrey de Vere, 1142 Earl of Oxford (Haus Vere); ⚭ II Baudouin, Seigneur d‘Ardres – keine Nachkommen

            2. (unehelich) Adélaide ⚭ Eustache de Bavelinghem, Sohn von Heremar de Bavelinghem

          2. Foulques, († nach 1110) Teilnehmer am Ersten Kreuzzug, 1110 Herr von Beirut, dort auch bestattet
          3. Guy († nach 1120), bestattet in Andria (Apulien)
          4. Hugues, Archidiakon, später Ritter, bestattet in Andria
          5. Adélaide; ⚭ Geoffroy, Seigneur de Semur, Sohn von Geoffroy, Seigneur de Semur, und Ermengard de Semur (Haus Semur)
          6. Gisela; ⚭ Wenemar, Burggraf von Gent, Sohn von Lambert, Burggraf von Gent (Haus Gent), und Geyla. – Nachkommen: die weiteren Grafen von Guînes

        2. Guillaume (wohl Guillaume le brun genannt, Seigneur de Bournonville – siehe Haus Bournonville).
        3. Reinel
        4. Adèle
        5. Béatrix

    2. Roger († jung)

## Quelle
- Lambert von Ardres: Lamberti Ardensis historia comitum Ghisnensium, hrsg. von J. Heller in MGH SS 24 (1879), S. 568

## Weblink
- Das Haus Guînes bei Medieval Lands